# اکسترا اسپیس استوریج
اکسترا اسپیس استوریج (انگلیسی: Extra Space Storage) شرکت سرمایه‌گذاری املاک و مستغلات آمریکایی است، که در سال ۱۹۷۷ تأسیس شد.